# Dąbrowa (wieś w powiecie myśliborskim)
Dąbrowa (niem.: Eichwerder) – wieś w Polsce położona w województwie zachodniopomorskim, w powiecie myśliborskim, w gminie Myślibórz. Miejscowość sołecka.
W latach 1975–1998 miejscowość należała administracyjnie do województwa gorzowskiego.

## Zabytki
- park dworski, pozostałość po dworze[4].